# Caltignaga
Caltignaga (Caltignaga in piemontese e in lombardo) è un comune italiano di 2 489 abitanti della provincia di Novara in Piemonte.

## Storia

### Simboli
Lo stemma e il gonfalone sono stati concessi con decreto del presidente della Repubblica del 19 marzo 1973.
Lo stemma è troncato: nel primo, d'argento, al castello di rosso, merlato alla guelfa e torricellato di tre; nel secondo, di rosso, all'albero di pioppo, accostato a destra da due spighe decussate, una di riso l'altra di grano, e a sinistra da una pannocchia di mais, posta in palo; il tutto è d'oro.
Il gonfalone è un drappo troncato di rosso e di bianco.
A livello sportivo la società sportiva Caltignaga pratica la terza categoria nel campionato dilettantistico italiano piemontese.

## Monumenti e luoghi d'interesse

### Architetture religiose
- Chiesa del Patrocinio (secolo XVII), frazione Morghengo;
- Chiesa di San Martino (secolo X-XI, frazione Morghengo);
- Chiesa di San Rocco (secolo XVII - XVIII);
- Chiesa di Sant'Abramo;
- Chiesa parrocchiale di Santa Margherita (secolo XIII - XIV), frazione Sologno;
- Chiesa parrocchiale di Santa Maria Assunta (secolo XI-XII);
- Ex Chiesa Romanica di San Lupo (secolo IX);
- Oratorio dei Santi Nazaro e Celso (secolo XI), frazione Sologno;
- Oratorio di San Salvatore (secolo X-XI), situato all'interno del cimitero.

### Architetture civili
- Acquedotto Romano. Situato ai margini della Strada statale 229 del Lago d'Orta, tra Caltignaga e Novara, fu riportato alla luce durante scavi archeologici condotti tra il 1964 e gli anni ottanta ed è dell'unico acquedotto di epoca romana scoperto in territorio novarese. Il tratto superstite è lungo circa 1800 metri e serviva probabilmente per l'approvvigionamento idrico della città di Novaria. Il punto di captazione delle acque non è stato individuato ma doveva trovarsi presumibilmente lungo il torrente Agogna o presso qualche risorgiva nelle vicinanze. Della struttura originaria si è persa la copertura mentre restano parte del condotto con il fondo in mattoni ed i muretti laterali in ciottoli[6].

### Architetture militari
- Cascina Castello di Mirasole (secolo XV)[7]
- Castello di Caltignaga (secolo X - XVII)[8]
- Castello di Morghengo (secolo X - XI)[9]

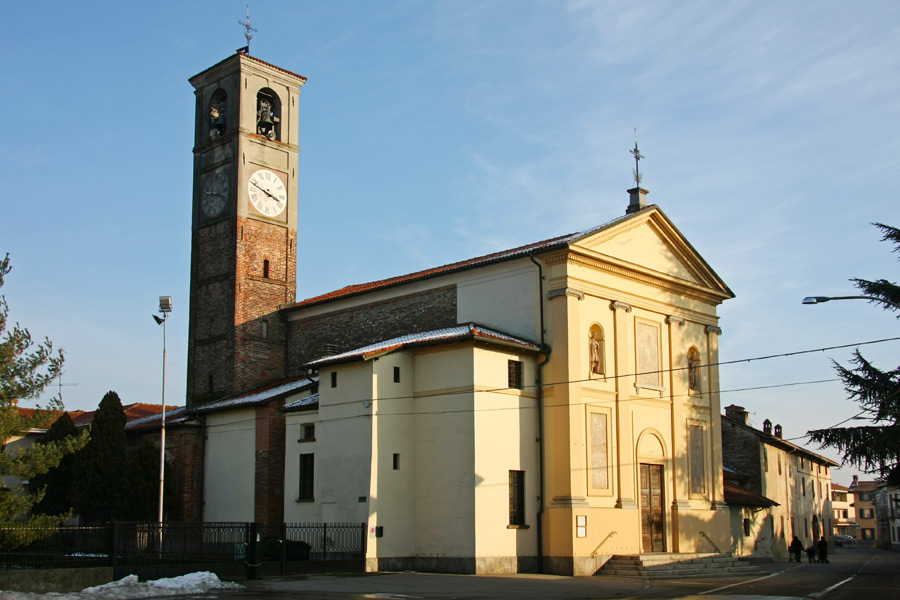
Chiesa Parrocchiale Santa Maria Assunta
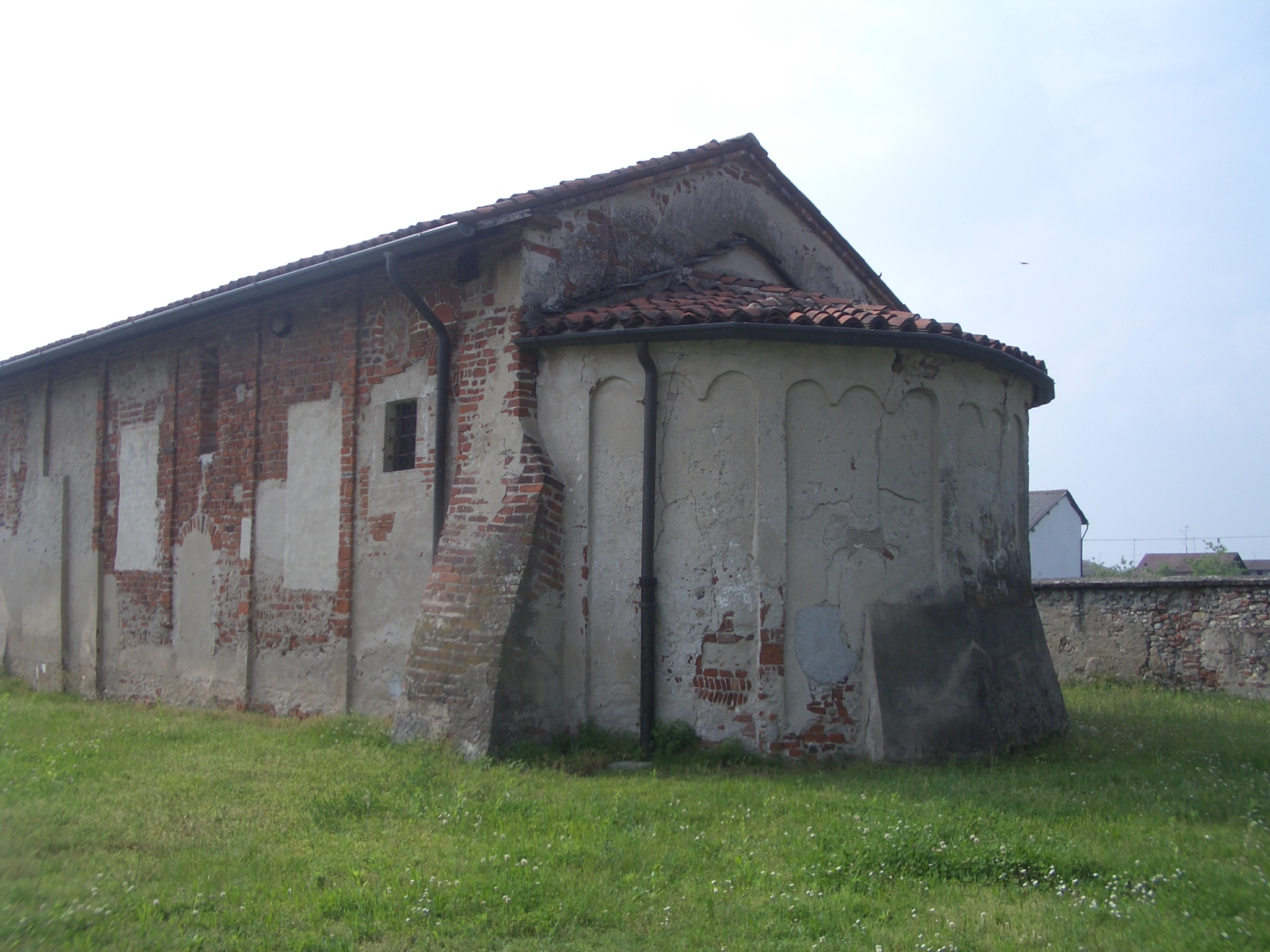
Oratorio dei Santi Nazaro e Celso
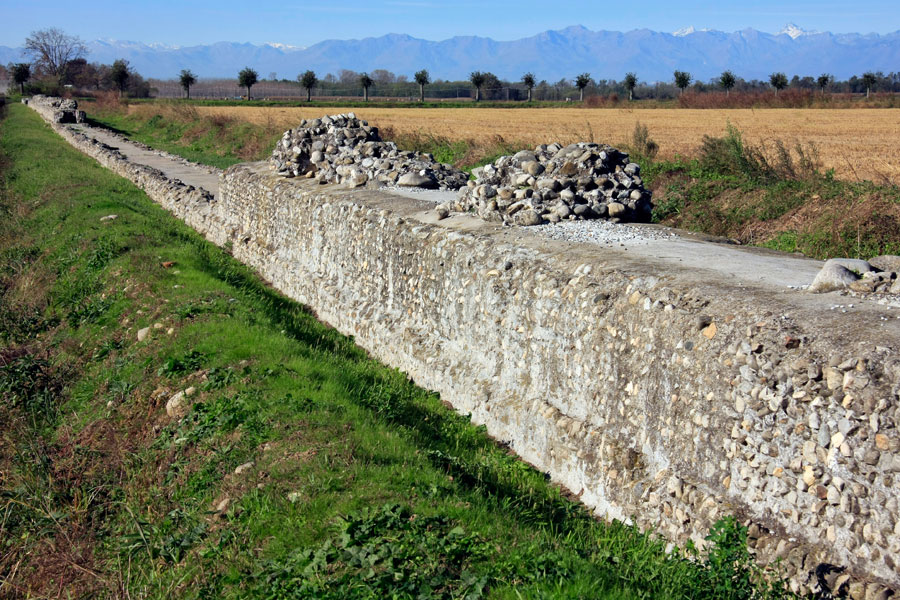
Acquedotto romano
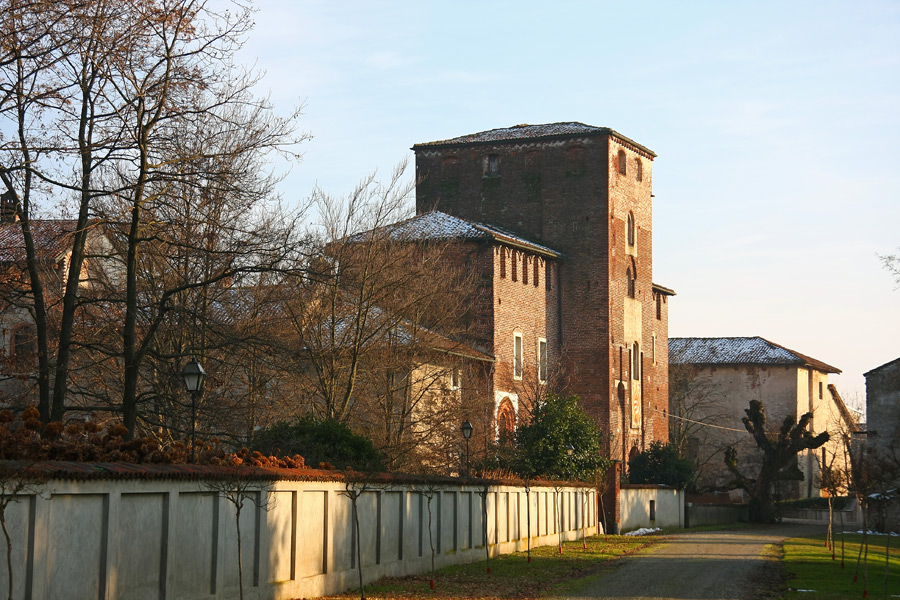
Il castello di Caltignaga

## Società

### Evoluzione demografica
Abitanti censiti

## Amministrazione
Di seguito è presentata una tabella relativa alle amministrazioni che si sono succedute in questo comune.
| Periodo         | Periodo         | Primo cittadino       | Partito                                       | Carica  | Note   |
| --------------- | --------------- | --------------------- | --------------------------------------------- | ------- | ------ |
| 1º luglio 1985  | 25 maggio 1990  | Luigi Macchi          | Partito Socialista Italiano                   | Sindaco | [ 11 ] |
| 25 maggio 1990  | 10 ottobre 1992 | Luigi Macchi          | Partito Socialista Italiano                   | Sindaco | [ 11 ] |
| 19 ottobre 1992 | 24 aprile 1995  | Angelo Gioria         | Partito Socialista Italiano                   | Sindaco | [ 11 ] |
| 24 aprile 1995  | 14 giugno 1999  | Angelo Gioria         | -                                             | Sindaco | [ 11 ] |
| 14 giugno 1999  | 14 giugno 2004  | Angelo Gioria         | -                                             | Sindaco | [ 11 ] |
| 14 giugno 2004  | 8 giugno 2009   | Antonio Mercalli      | lista civica                                  | Sindaco | [ 11 ] |
| 8 giugno 2009   | 26 maggio 2014  | Raffaella Garone      | lista civica                                  | Sindaco | [ 11 ] |
| 11 giugno 2014  | 27 maggio 2019  | Raffaella Garone      | lista civica Per il paese novità e continuità | Sindaco | [ 11 ] |
| 27 maggio 2019  | in carica       | Pietro Antonio Miglio | lista civica                                  | Sindaco | [ 11 ] |